# نيكولاي ميتوف
نيكولاي ميتوف (بالبلغارية: Николай Митов)‏ هو مدرب كرة قدم ولاعب كرة قدم بلغاري في مركز الهجوم، ولد في 18 أغسطس 1972 في سموليان في بلغاريا. لعب مع أكاداميك صوفيا وليفسكي صوفيا ونادي ماغديبورغ وهولشتاين كيل.

## وصلات خارجية
- نيكولاي ميتوف على موقع قاعدة بيانات كرة القدم.إي يو (الإنجليزية)
- نيكولاي ميتوف على موقع عالم كرة القدم.نت (الإنجليزية)